# Sufjan Stevens
Sufjan Stevens (født 1. juli 1975) er en amerikansk singer-songwriter og musiker fra Petoskey, Michigan. Han begyndte sin karriere i bandet Marzuki og skrev og indspillede i løbet af sin studieperiode A Sun Came, som han udgav i 2000 på sit eget pladeselskab Asthmatic Kitty. Sufjan Stevens blev dog først for alvor kendt med det anmelderroste album Illinois i 2005.
Sufjan Stevens er meget eksperimenterende i sine udgivelser og bruger elementer fra genrer som electronica, lo-fi rock, folk og indie pop. Hans tekster er ofte præget af religiøse temaer og inspireret af bibelske fortællinger, specielt på udgivelsen Seven Swans.

## Diskografi
- A Sun Came (2000)
- Enjoy Your Rabbit (2001)
- Michigan (2003)
- Seven Swans (2004)
- Illinois (2005)
- The Avalanche (2006)
- Songs For Christmas (2006)
- Silver & Gold (2012)
- Age Of Adz (2010)
- All Delighted People EP (2010)
- Carrie and Lowell (2015)
- Planetarium (2017)
- The Greatest Gift (2017)
- Tonya Harding (2017)
- Mystery of Love (2017)
- The Decalogue (2019)
- The Ascension (2020)